# 新谢尔格耶夫卡村委员会 (阿尔哈拉区)
新谢尔格耶夫卡村委员会（俄语：Новосергеевский сельсовет）是俄罗斯联邦阿穆尔州阿尔哈拉区所属的一个村委员会。其下辖有2个居民点，行政中心为新谢尔格耶夫卡。据2016年统计，该村委员会的人口为171人。